# David Andrew McCarty
David Andrew McCarty (Houston, Texas; 23 de noviembre de 1969-Oakland, California; 19 de abril de 2024) fue un beisbolista de los Estados Unidos que jugó 11 temporadas con siete equipos en la posición de primera base y fue campeón de la Serie Mundial de 2004. Jugó de pitcher en tres ocasiones. De 1993 hasta 2005, McCarty jugó con Minnesota Twins (1993–1995), San Francisco Giants (1995–1996), Seattle Mariners (1998), Kansas City Royals (2000–2002), Tampa Bay Devil Rays (2002), Oakland Athletics (2003) y Boston Red Sox (2003–2005). Bateador derecho pero lanzador zurdo. Un caso excepcional en las Ligas Mayores.

## Carrera
Fue seleccionado por los Minnesota Twins en la tercera ronda global del Draft de 1991 proveniente de Stanford Cardinal. En su carrera de 11 temporadas tuvo un promedio de bateo de .242 con 36 cuadrangulares y 175 carreras impulsadas en 630 partidos.
Era conocido como un jugador utility, aunque McCarty fue más conocido como un primera base defensivo y outfielder que ocasionalmente jugó de Pitcher. Su temporada más productiva fue la del 2000 con los Kansas City Royals donde tuvo sus mejores números de temporada en promedio de bateo (.278), cuadrangulares (12), carreras impulsadas (68), carreras anotadas (34), hits (75), dobles (14) y partidos jugados (103).
El 4 de agosto de 2003 McCarty fue reclamado de waivers por los Boston Red Sox desde los Oakland Athletics.
El 11 de mayo de 2004 en la parte baja de la octava entrada, el bateador emergente original Brian Daubach fue mandado a la banca luego de que los Indians cambiaran al lanzador y poner al zurdo Scott Stewart. McCarty, debido a sus números contra lanzadores zurdos, fue enviado como bateador emergente por Terry Francona. Con cuenta de 0-1, McCarty conectó un triple al jardín derecho que trajo dos carreras y darle la ventaja a los Red Sox por 5-3. Ese sería el resultado final.
El 30 de mayo de 2004 McCarty, que entró al partido en la octava entrada, conecto un cuadrangular de dos carreras ante el lanzador de los Mariners J. J. Putz en la parte baja de la duodécima entrada para darle la victoria a los Red Sox por 9-7.
McCarty sería dejado en libertad por los Boston Red Sox en mayo de 2005 luego de la contratación de John Olerud, y se negó a jugar en la ligas menores. Luego de retirarse pasó a ser analista de los Red Sox para NESN desde el 1 de julio de 2005 hasta el final de la temporada 2008. McCarty fue un caso extraño en la MLB ya que bateaba a la derecha y lanzaba con la izquierda.

### Lanzador
McCarty fue lanzador de los Red Sox en tres ocasiones en 2004. La primera ocasión fue el 9 de abril en el partido inaugural de la temporada ante los Toronto Blue Jays, la segunda vez fue el 12 de junio ante Los Angeles Dodgers donde ponchó a Jayson Werth, y en el último partido de la temporada, McCarty tuvo dos entradas sin permitir carrera ante los Baltimore Orioles donde ponchó a Rafael Palmeiro, Larry Bigbie y David Newhan.

## Vida personal
McCarty se graduó de Sharpstown High School en 1988, antes de entrar a Stanford University. Vivió en Piedmont, California con su esposa, la novelista Monica McCarty, y sus dos hijos.
McCarty murió de un paro cardíaco en Oakland, California el 19 de abril de 2024 a los 54 años.